# Juan Estiven Vélez
Juan Estiven Vélez est un footballeur international colombien né le 9 février 1982. Il évolue au poste de milieu de terrain.

## Palmarès
- Vainqueur de la Ligue des champions de l'AFC en 2012 avec l'Ulsan Hyundai
- Champion de Colombie en 2007 (Ouverture et Clôture) avec l'Atlético Nacional